# ارئره(اراره) (حبيل جبر)

تعديل مصدري - تعديل

ارئره(اراره) هي إحدى قرى عزلة حبيل جبر بمديرية حبيل جبر التابعة لمحافظة لحج، بلغ تعداد سكانها 29 نسمة حسب تعداد اليمن لعام 2004.